# فندق بالبوا
يقع فندق بالبوا في شبه الجزيرة بالبوا في مدينة نيوبورت بيتش في كاليفورنيا. تم تأسيسه عام 1929 وأضيف إلى السجل الوطني للمواقع التاريخية عام 1986.

## لمحة تاريخية
حصل «بالبوا» على اسمه من شبه جزيرة بالبوا الساحلية في نيوبورت بيتش، كاليفورنيا. بدأ الناس من منطقة لوس انجليس والذين شاهدو الفندق بتسميته «بالبوا» أو الرقص الذي يجري في بالبوا.
كان فندق بالبوا في يومه الفندق رقم واحد على مقاطعة أورانج ساحل وحتى يومنا هذا يحظى «منتجع وفندق بالبوا» بشعبية. وقد تمت إعادة تشكيل وتحديث الفندق عدة مرات لكن عمارته الراقية للنهضة الاستعمارية الاسبانية لا تزال باقية. في وقت ما كان مسرح بالبوا يقع قرب الفندق وكان بإدارة الشخصية النابضة بالحيوية، والسكيرة، وسليطة اللسان مدام لارو.
كان فندق بالبوا ولا يزال المتنفس المفضل لنجوم هوليوود. فمثلاً، نزل فيه الرياضي الأولمبي ونجم فيلم طرزان جوني ويسميولر. تقول الاسطورة أن ويسميولر كان يسبح المسافة ما بين رصيف بالبوا ورصيف نيوبورت للسفن بشكل منتظم. والغرفة الشهيرة في النزل حالياً هي جناح كريم عبد الجبار بأبوابه التي ترتفع تسعة أقدام

## رقصة بالبوا
ليس هناك توافق على أصول رقصة بالبوا. يذكر العديد من مؤرخي الرقص أن الرقصة كانت مستمدة من رقصة الفوكستروت، بينما يعتقد آخرون أنها تطورت من رقصة تشارلستون أو رقصة الشاغ الجماعية. بيما يعتقد راقص البالبوا المتميز ويلي ديساتوف أنها تطورت من رقصة الرومبا.
وجدت رقصات مختلفة في الوقت الذي قدمت فيه رقصة البالبوا، وقد عرفها العديد من «سادة رقصة البالبوا». والبالبوا رقصة بثمان عدات هكذا هناك رابط مع رقصات أخرى بثمان عدات بشكل متناغم. ومع ذلك، فهي لا تلغي إمكانية وجود رابط مع رقصة ذات ست عدات. ومن المرجح أن راقصي البالبوا الأوائل قد تأثروا بمعرفتهم بالرقصات الأخرى الموجودة في ذلك الوقت.
يقول راقصون أصولهم من البوالبوا «اننا لا ينستطيع أن نقول لكم كيف ترقصون البالبوا، ولكن نستطيع أن نقول لكم إن كنتم لا ترقصون البالبوا».

## مناطق الجذب السياحي القريبة
تشمل المباني والمعالم التاريخية القريبة والمواقع جناح بالبوا (تأسس عام 1906)، ورصيف بالبوا (تأسس عام 1906)، منطقة بالبوا للألعاب (تأسست عام 1936)، وعبارة جزيرة بالبوا (تأسست عام1919).
وتشمل الأنشطة القريبة، الشاطئ والرحلات البحرية والصيد ورصيف عبارة الركاب في جزيرة كاتالينا والمطاعم والمحلات التجارية. ويوفر الإسفين القريب المشهور عالمياً ركمجة ممتعة وخطيرة/0} {2 حين ترتفع موجات المحيط.